# Bovichtidae
Bovichtidae — родина окунеподібних риб підряду Нототенієвидні (Notothenioidei). Представники родини зустрічаються біля узбережжя Австралії, Нової Зеландії та Південної Америки, та в у річках на південному сході Австралії та у Тасманії. У порівнянні з іншими нототенієвидними по ряду морфологічних ознак родини вважається найбільш примітивною (ближчою до предкових форм).

## Класифікація
Родина містить 11 видів у 3 родах:
- Bovichtus
- Cottoperca
- Halaphritis